# Йордан Костов (политик)
Йордан Йорданов Костов е политик от Българската комунистическа партия.

## Биография
Роден е на 14 януари 1912 г. в село (днес град) Стражица. Член на РМС от 1929 г. и на БКП от 1933 г. Учи в Столарското професионално училище.
През 1934 г. става секретар на Районния комитет на БКП в Трявна. През 1935 г. е арестуван при провала на Околийския комитет на БКП в Габрово и осъден на 5 години затвор. Присъдата си излежава в затворите в Търново, Хасково и Сливен. От затвора излиза през 1938 г. и става секретар на Районния комитет на БКП в Стражица, както и член на ОК на БКП в Габрово. През юли 1942 г. отново е арестуван при провал и осъден на доживотен затвор.
Излиза от затвора на 9 септември 1944 г. и става секретар на БКП в Стражица и кмет на родното си село Стражица. По онова време става член на Бюрото на Околийския комитет на БКП в Горна Оряховица. От ноември 1944 г. е околийски началник на МВР. От 1945 до 1946 г. е председател на Околийския комитет на ОФ в Горна Оряховица. Депутат в VI ВНС.
През 1947 г. завършва едногодишна висша партийна школа и става инструктор на ЦК на БКП в отдел „Организационен“. През 1950 г. става първи секретар на Околийския комитет на БКП в Павликени. От 1953 г. е секретар на Окръжния комитет на БКП във Велико Търново до 1961 г. Тогава става председател на Изпълнителния комитет на Общинския народен съвет в града. В периода 1966 – 1971 г. е първи секретар на Окръжния комитет на БКП във Велико Търново.
От 5 ноември 1962 до 19 ноември 1966 г. е член на Централната контролно-ревизионна комисия на ЦК на БКП. В периода 19 ноември 1966 – 1990 г. е член на ЦК на БКП.
През април 1971 г. е избран за председател на Централния съвет на Трудово-производителните кооперации. Впоследствие е първи заместник-председател на Централния кооперативен съюз. От 1978 г. е председател на Централния съвет на Пчеларската организация.
С указ № 43 от 13 януари 1982 г. е обявен за герой на социалистическия труд на България. Награждаван е с ордени „Георги Димитров“, „Народна република България“ III и II степен, „Народна свобода“ II ст. и други.